# 陰曹蛇胸鱔
陰曹蛇胸鱔為輻鰭魚綱合鰓目合鰓魚科蛇胸鱔屬的其中一種，該物種被IUCN列為瀕為保育類動物，分布於墨西哥猶加敦半島淡水流域。